# The Wrong Side of Where You Are Now
«El Lado Equivocado de Donde Estás Ahora»  —título original en inglés: «The Wrong Side of Where You Are Now»— es el séptimo episodio de la cuarta temporada de la serie de televisión posapocalíptica, horror Fear the Walking Dead. Se estrenó el 3 de junio de 2018. Estuvo dirigido por Sarah Boyd y en el guion estuvo a cargo de Melissa Scrivner-Love.

## Trama
En el presente, los dos grupos se involucran en disparos. Naomi intenta conseguir suministros médicos para John de la ambulancia, pero Mel se marcha en ella. Alicia dispara a la ambulancia con un lanzagranadas y acusa a Naomi de traicionar su confianza. Althea sube en su vehículo SWAT, donde Naomi y Morgan llevan a John adentro, y Charlie se une a ellos a pedido de Morgan. Alicia encuentra a Mel arrastrándose desde la ambulancia y le pregunta cuánto tiempo había estado en complicidad con ellos. Él no responde y Alicia lo apuñala. En la secuencia de flashbacks, Charlie va al estadio y le pregunta a Madison si puede ayudar a Mel, quien está lesionado en un accidente automovilístico. Charlie afirma que ella y Mel dejaron a los Buitres después de una pelea con Ennis. Mel le dice a Madison que Ennis planea destruir el estadio. Después de reparar a Mel, Madison le da un camión con suministros y lo obliga a irse solo. Charlie les ruega a los demás que traigan de vuelta a Mel. Alicia y Nick salen del estadio para buscar a Mel. Ennis y los Buitres llegan al estadio y desatan varios camiones llenos de muertos. De vuelta al presente, todos en el vehículo SWAT llegan al estadio y se revela que están llenos de muertos.

## Recepción
"The Wrong Side of Where You Are Now" recibió críticas positivas de la crítica. En Rotten Tomatoes, "The Wrong Side of Where You Are Now" obtuvo una calificación del 75%, con una puntuación promedio de 7.17/10 basada en 8 reseñas.

### Calificaciones
El episodio fue visto por 1,97 millones de espectadores en los Estados Unidos en su fecha de emisión original, por debajo de las calificaciones del episodio anterior de 2,31 millones de espectadores.